# Rynksjöpung
Rynksjöpung (Ascidia obliqua) är en sjöpungsart som beskrevs av Joshua Alder 1863. Rynksjöpung ingår i släktet Ascidia och familjen Ascidiidae. Enligt den svenska rödlistan är arten otillräckligt studerad i Sverige. Arten förekommer i Götaland. Artens livsmiljö är havet. Inga underarter finns listade i Catalogue of Life.